# Om Jai Jagadish
Om Jai Jagadish – film bollywoodzki z 2002 roku, debiut reżyserski Anupam Khera.

## Fabuła
W domu na plaży w godnej podziwu harmonii żyje rodzina Batra. Miejsce zmarłego przed dwudziestu laty ojca zajął najstarszy syn Om (Anil Kapoor). Dwaj młodsi bracia okazują mu szacunek i podziw. Om od lat troszczy się o nich. Zapożyczył się u swego szefa Shekhara umożliwiając Jaiowi studia w Ameryce. Zajęty zdobywaniem funduszy na studia Jaia, opieką nad matką i troską o lekkomyślnego geniusza komputerowego, najmłodszego Jagadisha (Abhishek Bachchan), Om zapomina o sobie. Mimo to jego matce (Waheeda Rehman) i bratu udaje się zaaranżować dla niego małżeństwo z pełną temperamentu Ayeshą (Mahima Chaudhry. Cała rodzina niecierpliwie i z tęsknotą wyczekuje powrotu z Ameryki dawno niewidzianego Jaia. Marzący o zbudowaniu kiedyś najszybszego auta świata Jai nie tylko kończy studia jako najlepszy student na roku, ale też zdobywa miłość zamerykanizowanej Induski Neetu (Urmila Matondkar). Małżeństwo Jaia z Neetu zmienia rodzinę. Harmonię zastępują coraz częstsze nieporozumienia i konflikty. Kłopoty pogłębia sprawa długów. Szikhar zaczyna szantażować Oma przymuszając go do ich spłaty. Om oczekuje, że Jai jak najszybciej podejmie się pracy w Indiach, aby pomóc spłacić długi za jego studia, ale lekceważąca Indie Neetu chce wrócić do Ameryki. Jai pod wpływem żony uważa więc, że rozwiązaniem problemu mogłaby być sprzedaż rodzinnego domu zbudowanego przez ojca. Rodzina jest oburzona. To, co dla nich jest święte, dla zmienionego pobytem na Zachodzie Jaia staje się kapitałem. Dramat w rodzinie narasta, gdy Neetu przekonuje Jaia do powrotu do Ameryki. Los uderza też w Jagadisha. Musi on zmierzyć się z konsekwencjami swojej lekkomyślności. Podpuszczony przez przyjaciół, aby im pomóc w studiach, włamał się do uczelnianego komputera kradnąc tematy egzaminacyjne. Zostaje wyrzucony ze studiów. Po kłótni z rozżalonym i rozgniewanym Omem opuszcza dom. Wielka miłość braci zostaje wystawiona na próbę. Jai z zamerykanizowaną żoną w Atlancie. Jagadish rozwozi pizzę w Bengaluru. Om samotnie musi zmierzyć z utratą zadłużonego domu...

## Obsada
- Waheeda Rehman – Saraswati Batra
- Anil Kapoor – Om Batra
- Fardeen Khan – Jai Batra
- Abhishek Bachchan – Jagadish Batra
- Mahima Chaudhry – Ayesha
- Urmila Matondkar – Neetu
- Tara Sharma – Puja
- Parmeet Sethi – Shekhar Malhotra
- Annu Kapoor – KK
- Rakesh Bedi – Ram Prasad
- Raju Kher – Giri, Neetu ojciec
- Lillete Dubey – Neetu matka